# Тім Чарнке
Тім Чарнке (нім. Tim Tscharnke) — німецький лижник, олімпійський призер.
Тім Чарнке розпочав змагатися на міжнародному рівні в 2006. Він виборов срібну медаль Ванкуверської олімпіади в командному спринті в парі з Акселем Тайхманом.